# Jaych al-Nokhba
Ne doit pas être confondu avec Jaych al-Tahrir al-Cham.
Pour les articles homonymes, voir Nukhba.
Jaych al-Nokhba (arabe : جيش النخبة, « L'Armée d'élite ») est un groupe rebelle formé lors de la guerre civile syrienne, fondé en 2016. Il est fondé initialement sous le nom de Jaych al-Tahrir (arabe : جيش التحرير, « L'Armée de la Libération »), avant de se rebaptiser Jaych al-Nokhba en 2017.

## Drapeaux

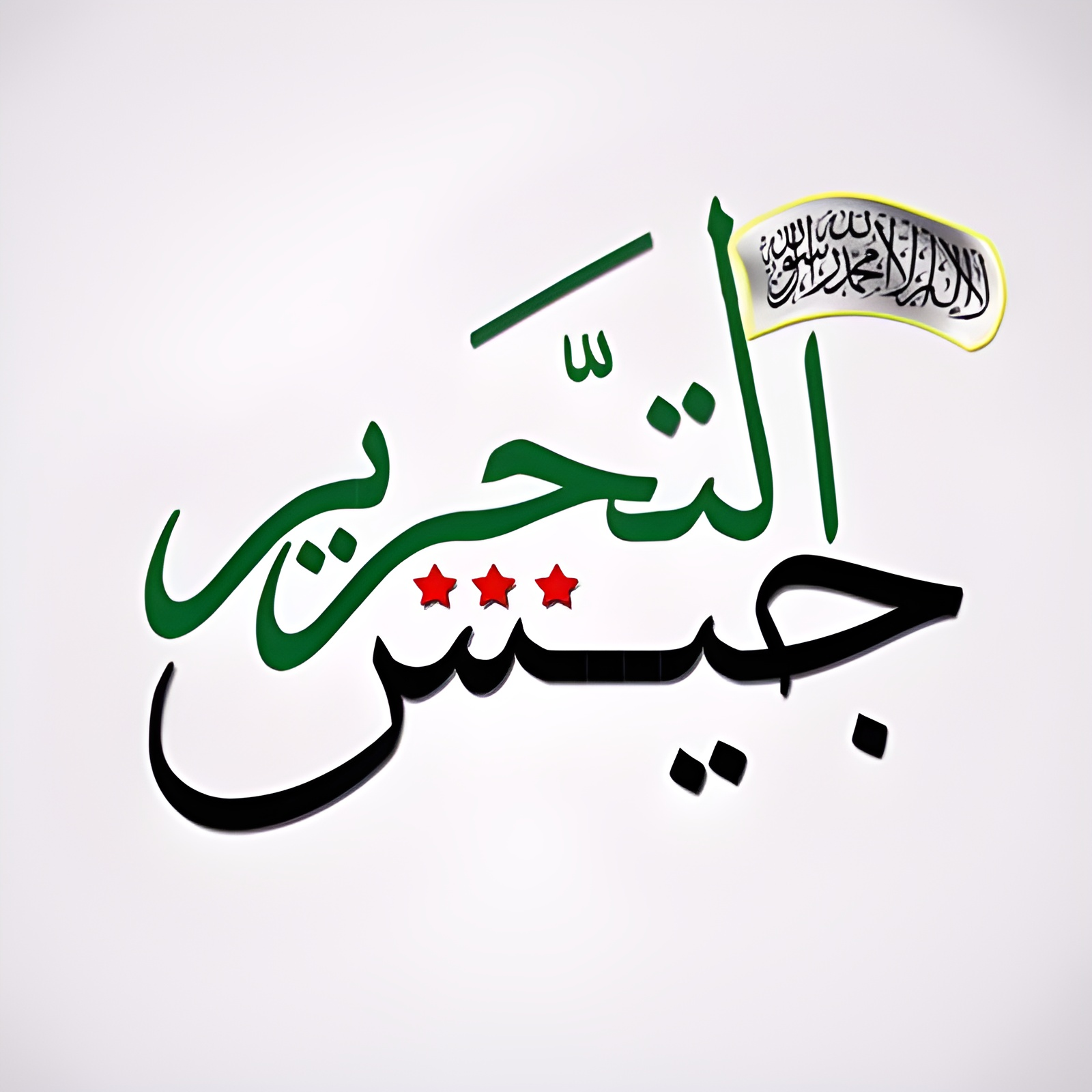
Logo de Jaych al-Tahrir.
Logo de Jaych al-Nokhba

## Histoire

### Formation
Jaych al-Tahrir est formé par le 24 février 2016 par la fusion de plusieurs groupes de l'Armée syrienne libre : une partie du Front du Levant, la 312e division, la 9e brigade, la 46e division et les compagnies al-Haq. Le 7 janvier 2017, le groupe se rebaptise et prend le nom de Jaych al-Nokhba.

### Affiliations
Le groupe fait partie de l'Armée syrienne libre et intègre les chambres d'opérations Fatah Halab, et Hawar Kilis en avril 2016. Fin 2017, la branche locale du groupe située dans le gouvernorat d'Alep intègre l'Armée nationale syrienne.

### Dissolution
Le 28 mai 2018, Jaych al-Nokhba fusionne avec dix autres groupes de l'Armée syrienne libre pour former le Front national de libération.

## Effectifs et commandement
Le groupe compte 4 000 combattants selon l'agence Reuters, actifs dans le nord de la Syrie. Il est commandé par Mohammed al-Ghabi, mais ce dernier est enlevé avec plusieurs de ses adjoints par des hommes du Front al-Nosra le 2 juillet 2016 à Kafranbel, dans le gouvernorat d'Idleb. Une quarantaine de combattants de la brigade sont également arrêtés à des barrages routiers. Mohammed al-Ghabi est par la suite relâché, mais lors des combats au nord d'al-Bab contre l'État islamique, il est touché par l'explosion d'une mine et meurt quelques jours plus tard des suites de ses blessures le 4 novembre 2016,,.

## Zones d'opérations
Jaych al-Tahrir est actif dans le gouvernorat de Hama,, le gouvernorat d'Alep et le gouvernorat d'Idleb,. Un quartier-général est établi en Turquie à Reyhanlı, près de la frontière syrienne.

## Actions
Au printemps 2016, le groupe affronte l'État islamique au nord de Marea. Il prend ensuite part à l'Opération Bouclier de l'Euphrate aux côtés de l'armée turque.
Fin 2016, sur l'initiative de son chef Mohammed al-Ghabi, Jaych al-Tahrir forme dans un village — dont la localisation est maintenue secrète — près de la frontière turque, un centre d'accueil pour « déradicaliser » des déserteurs de l'État islamique. Ces derniers — une soixantaine en novembre 2016 — sont suivis psychologiquement et reçoivent des cours dispensés par des juristes et des séminaires tenus par des théologiens. Contrairement à la Division al-Hamza, Mohammed al-Ghabi refuse cependant d'enrôler des déserteurs dans son groupe.